# Léo Delibes
Léo Delibes (s pravim imenom Clément Philibert Léo Delibes), francoski skladatelj, * 21. februar 1836, Saint-Germain-du-Val, departma Sarthe, Francija, † 16. januar 1891, Pariz, Francija.

## Življenje
Delibes se je rodil kot sin poštarja in glasbeno nadarjene matere, bil pa je tudi vnuk opernega pevca. Zaradi očetove zgodnje smrti sta ga vglavnem vzgajala mati in stric. Leta 1847 je Delibes začel študirati kompozicijo na Pariškem glasbenem konservatoriju pri Adolphu Adamu. Leto kasneje je začel študirati tudi solo petje, čeprav je bil veliko bolj nadarjen organist. Deloval je kot korepetitor in zborovodja v operni hiši Théâtre-Lyrique, drugi zborovodja v Pariški Operi, (1864) in kot organist v Saint-Pierre-de-Chaillot med letoma 1865 in 1871.  
Leta 1871 se je skladatelj oženil z Léontine Estelle Denain. Umrl je 20 let pozneje, in sicer leta 1891 in je pokopan na montmartrskem pokopališču v Parizu.

## Delo
Prva izmed njegovih mnogih operet je bila Deux sous le charbon, skomponirana leta 1856 za Folies-Nouvelles. Delibes je pravo slavo dosegel leta 1870 z baletom Coppélia; ta naslov se nanaša na lutko, ki oživi. Med ostale pomembne balete sodita Sylvia (1876) in La Source (1866).
Delibes je skomponiral tudi številne opere, med katerimi zadnja Lakmé (1883), med ostalimi točkami, vsebuje slavno koloraturno arijo Légende du Paria ali Pesem zvonov (»Où va la jeune Indoue?«) in barkarolo Cvetlični duet. V tistem času so njegove opere očarale sodobnika Čajkovskega do te mere, da je imel o Delibesu boljše mnenje kot o Brahmsu. Leta 1867 je Delibes skomponiral skladbo Divertissement Le Jardin Animé za obuditev Joseph Mazilier/Adolphe Adam-ovega baleta Le Corsaire; napisal je mašo, kantato na temo Alžira; skomponiral pa je tudi več operet in priložnostno gledališko glasbo, kot so npr. Plesi in antični vetrovim za Hugojev Le roi s'amuse, igro, ki jo je Verdi spremenil v opero Rigoletto. Nekateri muzikologi so mnenja, da je balet v Gounodovem Faustu dejansko Delibesovo delo.

### Vplivi
Delibesovo delo je imelo velik vpliv na Čajkovskega, Saint-Saënsa in Debussyja. Za njegov balet Sylvia se je Čajkovski prav posebno zanimal.
|  | Divertissiment - Pizzicato Divertissiment - Pizzicato iz baleta Sylvia — 3081 KB Imate težave s predvajanjem te datoteke? Glejte stran za pomoč . |